# Obelisco di Alter Markt
L'obelisco di Alter Markt a Potsdam è un monumento che orna la piazza del mercato vecchio della città.
Fu eretto dal 1753 al 1755 su progetto di Georg Wenzeslaus von Knobelsdorff, e decorato con ornamenti figurativi rappresentanti i re di Prussia, opera di Johann Peter Benckert, Johann Gottlieb Heymüller e Benjamin Giese.
Danneggiato durante la seconda guerra mondiale, fu restaurato nel 1978-79; in tale occasione i ritratti dei re prussiani furono sostituiti dai ritratti degli architetti attivi nella Potsdam barocca e neoclassica (Knobelsdorff, Gontard, Schinkel e Persius), opera di R. Böhm e W. Rentsch.